# Albrecht III van Oostenrijk
Albrecht III van Oostenrijk bijgenaamd met de Vlecht (Wenen, 9 september 1349 - Laxenburg, 29 augustus 1395) was van 1365 tot aan zijn dood hertog van Oostenrijk. Hij behoorde tot het huis Habsburg.

## Levensloop
Albrecht III werd geboren als de derde zoon van hertog Albrecht II van Oostenrijk en Johanna van Pfirt. Hoewel zijn vader had bepaald dat zijn vier zoons na zijn dood gezamenlijk moesten regeren, was het enkel zijn oudste broer Rudolf IV die na de dood van zijn vader in 1358 de regering van Oostenrijk overnam. Omdat het huwelijk van Rudolf IV echter kinderloos bleef, moest hij de macht al snel weer delen met zijn broers. In 1365 ondertekenden Rudolf IV, Albrecht III en Leopold III de stichtingsakte van de Universiteit van Wenen. Enkele maanden later stierf Rudolf IV op 25-jarige leeftijd.

## Gezamenlijke regering met Leopold III
Na de dood van Rudolf IV erfde Albrecht III als oudst overgebleven broer (zijn oudere broer Frederik III was reeds in 1362 overleden) de regering van het hertogdom Oostenrijk, die hij deelde met zijn jongere broer Leopold III. Albrecht III en Leopold III kregen als vazallen van keizer Karel IV officieel het hertogdom Oostenrijk, het hertogdom Stiermarken, het hertogdom Karinthië en het hertogdom Krain toegewezen. In 1369 werden beide broers bovendien graaf van Tirol, toen de Wittelsbachse hertog Stefanus II van Beieren zijn rechten op dit graafschap na een lang aanslepend conflict met de Habsburgers opgaf.
In 1368 kochten Albrecht III en Leopold III de Zwabische stad Freiburg. Tijdens een gewapend conflict met de republiek Venetië in 1369/1370 poogden de broers de Adriatische haven van Triëst te veroveren, maar dit mislukte. In 1382 werd de stad Triëst alsnog bemachtigd, nadat de burgers zich onder de heerschappij van Oostenrijk hadden geplaatst om zich te beschermen tegenover Venetië. In 1374 erfden Albrecht en Leopold uitgebreide gebieden in de Windische Mark en het markgraafschap Istrië na de dood van graaf Albert III van Gorizia, die ze toevoegden aan het hertogdom Krain. In 1375 kochten beide broers de heerlijkheid Feldkirch over van de graven van Montfort, dat de kern zou vormen van de bezittingen van het huis Habsburg in Vorarlberg.
Er ontstonden spanningen tussen Albrecht III en Leopold III, die in 1379 werden opgelost met het delingsverdrag van Neuberg. Hierbij verdeelden beide broers hun gezamenlijke gebieden onderling, waarbij Albrecht het hertogdom Oostenrijk behield en Leopold Stiermarken, Karinthië, Tirol en de oorspronkelijke gebieden van het huis Habsburg in Zwaben kreeg. De verdeling van de domeinen van de Habsburgers was een belangrijk nadeel in de competitie met de rivaliserende dynastieën Wittelsbach en Luxemburg. In 1490 werd Oostenrijk terug herenigd.

## Beleid
In 1377 ging Albrecht op kruistocht in Pruisen tegen de heidense Litouwse en de Samogitische boerenstammen in dit gebied.
Tegelijkertijd met de expansie van het huis Habsburg in Zwaben, kende het Oude Eedgenootschap een expansie in dit gebied, wat heel wat gewapende revoltes aanwakkerde. In 1386 sneuvelden zijn broer Leopold III en heel wat Oostenrijkse edelen in de Slag bij Sempach, waarbij de Oostenrijkse troepen een enorme nederlaag leden. Vervolgens werd Albrecht III regent voor zijn minderjarige neven. Vervolgens deed Albrecht III een nieuwe poging om de macht van het huis Habsburg in Zwaben te restaureren, maar Albrechts ridders werden in 1388 bij de slag bij Näfels opnieuw verslagen door de Zwitsers. Hierdoor moest Albrecht oproepen tot een wapenstilstand.
Als hertog van Oostenrijk ondersteunde Albrecht III de kunsten en de wetenschappen. Albrecht zelf was een intelligente leerling, vooral als wiskundige en astroloog. Het oudst bewaarde boek in de Österreichische Nationalbibliothek, een evangelarium uit 1386, is afkomstig uit Albrechts persoonlijke eigendom. Ook breidde hij de Universiteit van Wenen uit en kreeg hij tijdens het Westers Schisma van paus Urbanus VI de toestemming om hun theologische faculteit op te richten. Bovendien zette hij de bouw van de Stephansdom verder en probeerde hij de stad Wenen om te vormen naar het voorbeeld van de residentie van keizer Karel IV in Praag. Albrecht had als bijnaam met de Vlecht, omdat hij zijn haar in een paardenstaart droeg als onderdeel van een kortstondige ridderorde die hij had opgericht: de zogenaamde Orde van de Vlecht. Deze orde werd onmiddellijk na de dood van Albrecht III ontbonden.
Tegen het einde van zijn regering had Albrecht een solied vorstelijk bestuur over het hertogdom Oostenrijk gevormd, dat zich uitstrekte over de Donau tot aan de Hongaarse grens aan de Leitharivier in het oosten van het westelijke Hausruckviertel. In het conflict over de erfopvolging van het Heilige Roomse Rijk na de dood van keizer Karel IV in 1378 vervoegde Albrecht de zijde van Jobst van Moravië en Sigismund, de heersers uit het huis Luxemburg, tegen de incapabele koning Wenceslaus. Albrecht zelf leek ook een geschikte kandidaat op de Rooms-Duitse troon. In augustus 1395 stierf Albrecht III tijdens zijn verblijf in zijn jachtslot in Laxenburg, waar hij voorbereidingen deed om Wenceslaus af te zetten als Rooms-Duits koning, wat in 1400 effectief gebeurde. Hij werd bijgezet in de Hertogelijke Crypte in de Stephansdom van Wenen.

## Huwelijken en nakomelingen
Op 19 maart 1366 huwde Albrecht III met Elisabeth van Bohemen (1358-1373), dochter van keizer Karel IV van het Heilige Roomse Rijk. Het huwelijk bleef kinderloos aangezien Elisabeth in 1373 op 15-jarige leeftijd stierf.
In 1375 hertrouwde hij met Beatrix van Neurenberg (1362-1414), dochter van burggraaf Frederik V van Neurenberg. Uit dit huwelijk werd een zoon geboren:
- Albrecht IV (1377-1404), hertog van Oostenrijk

## Kwartierstaat
| Rudolf I (1218-1291) | Rudolf I (1218-1291) | Rudolf I (1218-1291) | Rudolf I (1218-1291) | Rudolf I (1218-1291)                 | Rudolf I (1218-1291)                 | Gertrude van Hohenberg (1225-1281)   | Gertrude van Hohenberg (1225-1281)   | Gertrude van Hohenberg (1225-1281)   | Gertrude van Hohenberg (1225-1281)   | Gertrude van Hohenberg (1225-1281)     | Gertrude van Hohenberg (1225-1281)     |                                        |                                        | Otto III van Karinthië (ca. 1265-1310) | Otto III van Karinthië (ca. 1265-1310) | Otto III van Karinthië (ca. 1265-1310) | Otto III van Karinthië (ca. 1265-1310) | Otto III van Karinthië (ca. 1265-1310) | Otto III van Karinthië (ca. 1265-1310) | Euphemia van Silezië (overleden in 1347) | Euphemia van Silezië (overleden in 1347) | Euphemia van Silezië (overleden in 1347) | Euphemia van Silezië (overleden in 1347) | Euphemia van Silezië (overleden in 1347) | Euphemia van Silezië (overleden in 1347) |  |  | Onbekend                              | Onbekend                              | Onbekend                              | Onbekend                              | Onbekend                              | Onbekend                              | Onbekend                        | Onbekend                        | Onbekend                                | Onbekend                                | Onbekend                                | Onbekend                                |                                         |                                         | Reinoud van Bourgondië (overleden in 1321) | Reinoud van Bourgondië (overleden in 1321) | Reinoud van Bourgondië (overleden in 1321)       | Reinoud van Bourgondië (overleden in 1321)       | Reinoud van Bourgondië (overleden in 1321)       | Reinoud van Bourgondië (overleden in 1321)       | Guillemette van Neuchâtel (ca. 1269-1317)        | Guillemette van Neuchâtel (ca. 1269-1317)        | Guillemette van Neuchâtel (ca. 1269-1317) | Guillemette van Neuchâtel (ca. 1269-1317) | Guillemette van Neuchâtel (ca. 1269-1317) | Guillemette van Neuchâtel (ca. 1269-1317) |  |  |  |  |  |  |  |  |  |  |  |  |  |  |  |  |  |  |  |  |  |  |  |  |  |  |  |  |  |  |  |  |  |  |  |  |  |  |  |  |  |  |  |  |  |  |  |  |
| Rudolf I (1218-1291) | Rudolf I (1218-1291) | Rudolf I (1218-1291) | Rudolf I (1218-1291) | Rudolf I (1218-1291)                 | Rudolf I (1218-1291)                 | Gertrude van Hohenberg (1225-1281)   | Gertrude van Hohenberg (1225-1281)   | Gertrude van Hohenberg (1225-1281)   | Gertrude van Hohenberg (1225-1281)   | Gertrude van Hohenberg (1225-1281)     | Gertrude van Hohenberg (1225-1281)     |                                        |                                        | Otto III van Karinthië (ca. 1265-1310) | Otto III van Karinthië (ca. 1265-1310) | Otto III van Karinthië (ca. 1265-1310) | Otto III van Karinthië (ca. 1265-1310) | Otto III van Karinthië (ca. 1265-1310) | Otto III van Karinthië (ca. 1265-1310) | Euphemia van Silezië (overleden in 1347) | Euphemia van Silezië (overleden in 1347) | Euphemia van Silezië (overleden in 1347) | Euphemia van Silezië (overleden in 1347) | Euphemia van Silezië (overleden in 1347) | Euphemia van Silezië (overleden in 1347) |  |  | Onbekend                              | Onbekend                              | Onbekend                              | Onbekend                              | Onbekend                              | Onbekend                              | Onbekend                        | Onbekend                        | Onbekend                                | Onbekend                                | Onbekend                                | Onbekend                                |                                         |                                         | Reinoud van Bourgondië (overleden in 1321) | Reinoud van Bourgondië (overleden in 1321) | Reinoud van Bourgondië (overleden in 1321)       | Reinoud van Bourgondië (overleden in 1321)       | Reinoud van Bourgondië (overleden in 1321)       | Reinoud van Bourgondië (overleden in 1321)       | Guillemette van Neuchâtel (ca. 1269-1317)        | Guillemette van Neuchâtel (ca. 1269-1317)        | Guillemette van Neuchâtel (ca. 1269-1317) | Guillemette van Neuchâtel (ca. 1269-1317) | Guillemette van Neuchâtel (ca. 1269-1317) | Guillemette van Neuchâtel (ca. 1269-1317) |  |  |  |  |  |  |  |  |  |  |  |  |  |  |  |  |  |  |  |  |  |  |  |  |  |  |  |  |  |  |  |  |  |  |  |  |  |  |  |  |  |  |  |  |  |  |  |  |
|                      |                      |                      |                      |                                      |                                      |                                      |                                      |                                      |                                      |                                        |                                        |                                        |                                        |                                        |                                        |                                        |                                        |                                        |                                        |                                          |                                          |                                          |                                          |                                          |                                          |  |  |                                       |                                       |                                       |                                       |                                       |                                       |                                 |                                 |                                         |                                         |                                         |                                         |                                         |                                         |                                            |                                            |                                                  |                                                  |                                                  |                                                  |                                                  |                                                  |                                           |                                           |                                           |                                           |  |  |  |  |  |  |  |  |  |  |  |  |  |  |  |  |  |  |  |  |  |  |  |  |  |  |  |  |  |  |  |  |  |  |  |  |  |  |  |  |  |  |  |  |  |  |  |  |
|                      |                      |                      |                      | Albrecht I van Habsburg (1255-1308)  | Albrecht I van Habsburg (1255-1308)  | Albrecht I van Habsburg (1255-1308)  | Albrecht I van Habsburg (1255-1308)  | Albrecht I van Habsburg (1255-1308)  | Albrecht I van Habsburg (1255-1308)  |                                        |                                        |                                        |                                        |                                        |                                        | Elisabeth van Karinthië (1262-1312)    | Elisabeth van Karinthië (1262-1312)    | Elisabeth van Karinthië (1262-1312)    | Elisabeth van Karinthië (1262-1312)    | Elisabeth van Karinthië (1262-1312)      | Elisabeth van Karinthië (1262-1312)      |                                          |                                          |                                          |                                          |  |  |                                       |                                       |                                       |                                       | Ulrich II van Pfirt (1281–1324)       | Ulrich II van Pfirt (1281–1324)       | Ulrich II van Pfirt (1281–1324) | Ulrich II van Pfirt (1281–1324) | Ulrich II van Pfirt (1281–1324)         | Ulrich II van Pfirt (1281–1324)         |                                         |                                         |                                         |                                         |                                            |                                            | Johanna van Mömpelgard (overleden ca. 1347/1349) | Johanna van Mömpelgard (overleden ca. 1347/1349) | Johanna van Mömpelgard (overleden ca. 1347/1349) | Johanna van Mömpelgard (overleden ca. 1347/1349) | Johanna van Mömpelgard (overleden ca. 1347/1349) | Johanna van Mömpelgard (overleden ca. 1347/1349) |                                           |                                           |                                           |                                           |  |  |  |  |  |  |  |  |  |  |  |  |  |  |  |  |  |  |  |  |  |  |  |  |  |  |  |  |  |  |  |  |  |  |  |  |  |  |  |  |  |  |  |  |  |  |  |  |
|                      |                      |                      |                      | Albrecht I van Habsburg (1255-1308)  | Albrecht I van Habsburg (1255-1308)  | Albrecht I van Habsburg (1255-1308)  | Albrecht I van Habsburg (1255-1308)  | Albrecht I van Habsburg (1255-1308)  | Albrecht I van Habsburg (1255-1308)  |                                        |                                        |                                        |                                        |                                        |                                        | Elisabeth van Karinthië (1262-1312)    | Elisabeth van Karinthië (1262-1312)    | Elisabeth van Karinthië (1262-1312)    | Elisabeth van Karinthië (1262-1312)    | Elisabeth van Karinthië (1262-1312)      | Elisabeth van Karinthië (1262-1312)      |                                          |                                          |                                          |                                          |  |  |                                       |                                       |                                       |                                       | Ulrich II van Pfirt (1281–1324)       | Ulrich II van Pfirt (1281–1324)       | Ulrich II van Pfirt (1281–1324) | Ulrich II van Pfirt (1281–1324) | Ulrich II van Pfirt (1281–1324)         | Ulrich II van Pfirt (1281–1324)         |                                         |                                         |                                         |                                         |                                            |                                            | Johanna van Mömpelgard (overleden ca. 1347/1349) | Johanna van Mömpelgard (overleden ca. 1347/1349) | Johanna van Mömpelgard (overleden ca. 1347/1349) | Johanna van Mömpelgard (overleden ca. 1347/1349) | Johanna van Mömpelgard (overleden ca. 1347/1349) | Johanna van Mömpelgard (overleden ca. 1347/1349) |                                           |                                           |                                           |                                           |  |  |  |  |  |  |  |  |  |  |  |  |  |  |  |  |  |  |  |  |  |  |  |  |  |  |  |  |  |  |  |  |  |  |  |  |  |  |  |  |  |  |  |  |  |  |  |  |
|                      |                      |                      |                      |                                      |                                      |                                      |                                      |                                      |                                      | Albrecht II van Oostenrijk (1298-1358) | Albrecht II van Oostenrijk (1298-1358) | Albrecht II van Oostenrijk (1298-1358) | Albrecht II van Oostenrijk (1298-1358) | Albrecht II van Oostenrijk (1298-1358) | Albrecht II van Oostenrijk (1298-1358) |                                        |                                        |                                        |                                        |                                          |                                          |                                          |                                          |                                          |                                          |  |  |                                       |                                       |                                       |                                       |                                       |                                       |                                 |                                 |                                         |                                         | Johanna van Pfirt (ca. 1300-1351)       | Johanna van Pfirt (ca. 1300-1351)       | Johanna van Pfirt (ca. 1300-1351)       | Johanna van Pfirt (ca. 1300-1351)       | Johanna van Pfirt (ca. 1300-1351)          | Johanna van Pfirt (ca. 1300-1351)          |                                                  |                                                  |                                                  |                                                  |                                                  |                                                  |                                           |                                           |                                           |                                           |  |  |  |  |  |  |  |  |  |  |  |  |  |  |  |  |  |  |  |  |  |  |  |  |  |  |  |  |  |  |  |  |  |  |  |  |  |  |  |  |  |  |  |  |  |  |  |  |
|                      |                      |                      |                      |                                      |                                      |                                      |                                      |                                      |                                      | Albrecht II van Oostenrijk (1298-1358) | Albrecht II van Oostenrijk (1298-1358) | Albrecht II van Oostenrijk (1298-1358) | Albrecht II van Oostenrijk (1298-1358) | Albrecht II van Oostenrijk (1298-1358) | Albrecht II van Oostenrijk (1298-1358) |                                        |                                        |                                        |                                        |                                          |                                          |                                          |                                          |                                          |                                          |  |  |                                       |                                       |                                       |                                       |                                       |                                       |                                 |                                 |                                         |                                         | Johanna van Pfirt (ca. 1300-1351)       | Johanna van Pfirt (ca. 1300-1351)       | Johanna van Pfirt (ca. 1300-1351)       | Johanna van Pfirt (ca. 1300-1351)       | Johanna van Pfirt (ca. 1300-1351)          | Johanna van Pfirt (ca. 1300-1351)          |                                                  |                                                  |                                                  |                                                  |                                                  |                                                  |                                           |                                           |                                           |                                           |  |  |  |  |  |  |  |  |  |  |  |  |  |  |  |  |  |  |  |  |  |  |  |  |  |  |  |  |  |  |  |  |  |  |  |  |  |  |  |  |  |  |  |  |  |  |  |  |
|                      |                      |                      |                      |                                      |                                      |                                      |                                      |                                      |                                      |                                        |                                        |                                        |                                        |                                        |                                        |                                        |                                        |                                        |                                        |                                          |                                          |                                          |                                          |                                          |                                          |  |  |                                       |                                       |                                       |                                       |                                       |                                       |                                 |                                 |                                         |                                         |                                         |                                         |                                         |                                         |                                            |                                            |                                                  |                                                  |                                                  |                                                  |                                                  |                                                  |                                           |                                           |                                           |                                           |  |  |  |  |  |  |  |  |  |  |  |  |  |  |  |  |  |  |  |  |  |  |  |  |  |  |  |  |  |  |  |  |  |  |  |  |  |  |  |  |  |  |  |  |  |  |  |  |
|                      |                      |                      |                      |                                      |                                      |                                      |                                      |                                      |                                      |                                        |                                        |                                        |                                        |                                        |                                        |                                        |                                        |                                        |                                        |                                          |                                          |                                          |                                          |                                          |                                          |  |  |                                       |                                       |                                       |                                       |                                       |                                       |                                 |                                 |                                         |                                         |                                         |                                         |                                         |                                         |                                            |                                            |                                                  |                                                  |                                                  |                                                  |                                                  |                                                  |                                           |                                           |                                           |                                           |  |  |  |  |  |  |  |  |  |  |  |  |  |  |  |  |  |  |  |  |  |  |  |  |  |  |  |  |  |  |  |  |  |  |  |  |  |  |  |  |  |  |  |  |  |  |  |  |
|                      |                      |                      |                      | Rudolf IV van Oostenrijk (1339-1365) | Rudolf IV van Oostenrijk (1339-1365) | Rudolf IV van Oostenrijk (1339-1365) | Rudolf IV van Oostenrijk (1339-1365) | Rudolf IV van Oostenrijk (1339-1365) | Rudolf IV van Oostenrijk (1339-1365) |                                        |                                        | Catharina van Habsburg (1342-1381)     | Catharina van Habsburg (1342-1381)     | Catharina van Habsburg (1342-1381)     | Catharina van Habsburg (1342-1381)     | Catharina van Habsburg (1342-1381)     | Catharina van Habsburg (1342-1381)     |                                        |                                        | Margaretha van Habsburg (1346-1366)      | Margaretha van Habsburg (1346-1366)      | Margaretha van Habsburg (1346-1366)      | Margaretha van Habsburg (1346-1366)      | Margaretha van Habsburg (1346-1366)      | Margaretha van Habsburg (1346-1366)      |  |  | Frederik III van Habsburg (1347-1362) | Frederik III van Habsburg (1347-1362) | Frederik III van Habsburg (1347-1362) | Frederik III van Habsburg (1347-1362) | Frederik III van Habsburg (1347-1362) | Frederik III van Habsburg (1347-1362) |                                 |                                 | Albrecht III van Oostenrijk (1349-1395) | Albrecht III van Oostenrijk (1349-1395) | Albrecht III van Oostenrijk (1349-1395) | Albrecht III van Oostenrijk (1349-1395) | Albrecht III van Oostenrijk (1349-1395) | Albrecht III van Oostenrijk (1349-1395) |                                            |                                            | Leopold III van Oostenrijk (1351-1386)           | Leopold III van Oostenrijk (1351-1386)           | Leopold III van Oostenrijk (1351-1386)           | Leopold III van Oostenrijk (1351-1386)           | Leopold III van Oostenrijk (1351-1386)           | Leopold III van Oostenrijk (1351-1386)           |                                           |                                           |                                           |                                           |  |  |  |  |  |  |  |  |  |  |  |  |  |  |  |  |  |  |  |  |  |  |  |  |  |  |  |  |  |  |  |  |  |  |  |  |  |  |  |  |  |  |  |  |  |  |  |  |